# Elecciones a la Asamblea Nacional Constituyente de Venezuela de 2017
La elección de la Asamblea Nacional Constituyente de Venezuela de 2017 fue una elección convocada por el presidente Nicolás Maduro, que se realizó el 30 de julio de 2017, con el objeto de elegir a los miembros de dicha asamblea que redactaría una nueva Constitución de la República Bolivariana de Venezuela y cuyo objeto no se hizo.
Según el Consejo Nacional Electoral, participaron en las elecciones 8 089 320 ciudadanos, siendo un 41,53% del padrón electoral de unos 19 477 387 electores habilitados para votar. Se escogieron 537 de los 545 diputados a la Asamblea Nacional Constituyente. Sin embargo, medios de comunicación reportaron una alta abstención durante los comicios, y otras fuentes como la Mesa de la Unidad Democrática y Reuters reportaron cifras de entre 2 483 073 y 3 720 465 votos, alrededor del 12% y el 18% del padrón electoral. Según el órgano electoral se habilitaron más de 24.000 mesas de votación en unos 14 500 centros electorales en todo el país. Smartmatic, la empresa proveedora de las máquinas de votación en Venezuela, declaró que las cifras anunciadas por el CNE habían sido manipuladas y que la diferencia estimada era de al menos 1 millón de votos.

## Definición de fecha
Según el decreto N.º 2830 firmado por el presidente Nicolás Maduro y el Consejo de Ministros los integrantes de la Asamblea Nacional Constituyente (ANC) serán elegidos mediante voto universal, directo y secreto (artículo 2), en un ámbito territorial y sectorial, bajo el control del Consejo Nacional Electoral (CNE).
Globovisión reportó que el CNE propuso como fecha de las elecciones a la Asamblea Nacional Constituyente el 30 de julio. El 4 de junio la presidenta del CNE, Tibisay Lucena,  informó que se inscribieron 18 976 candidaturas para las elecciones territoriales, y 35 438 para las elecciones sectoriales, las cuales elegirán 364 y 173 representantes, respectivamente, además de 8 representantes indígenas, para un total de 545 constituyentes.
El 7 de junio el órgano electoral informó que fueron incorporadas modificaciones a las bases comiciales, la presidenta del CNE, Tibisay Lucena, precisó que en la modificación quedó plasmado de forma clara un artículo que exhorta a la ANC a que los acuerdos resultantes de sus deliberaciones sean sometidos a consulta a través de un referendo y ratificó el 30 de julio como fecha de los comicios.

## Desarrollo
Cecilia García Arocha, rectora de la Universidad Central de Venezuela, anunció en junio que la facultad de Ciencia de la universidad no produciría la tinta indeleble para las elecciones de la Constituyente, confirmando también que la no entregaría la data de sus estudiantes al Poder Electoral. El 10 de julio Tibisay Lucena anunció que no se usaría tinta indeleble para el proceso electoral, haciendo eco del comunicado de la Universidad Central donde se anunciaba que no serían proveedores de la tinta. El 16 de julio se realizó un simulacro de votación en 55 centros piloto.
El 23 de julio el CNE anunció medidas para garantizar el derecho a voto para aquellos ciudadanos a los que los correspondía un centro de votación en zonas afectadas por actos violentos en los días previos a la votación. A tal efecto se habilitaron centros de votación alternativos para votantes del Distrito Capital y 16 estados del país. Para Caracas y Miranda se habilitó el llamado Centro de Votación de Contingencia en el Poliedro de Caracas. El 29 de julio, un candidato a la ANC, José Félix Pineda Marcano, fue asesinado a tiros en su casa en Ciudad Bolívar. El 30 de julio se realizó la votación. En distintos estados la oposición salió a manifestarse para tratar de impedir la votación. Fallecieron 10 personas durante las protestas. Esta cifra asciende a 16 personas según la coalición de oposición Mesa de la Unidad Democrática.
El mismo día la presidenta del Consejo Nacional Electoral, Tibisay Lucena, anunció que las elecciones se desarrollan con gran tranquilidad. "La gente está participando, saliendo de sus casas para expresar su soberanía a través del voto", sostuvo Lucena. Entre tanto, aseguró que más del 99,5 % de los centros de votación están abiertos, así como que "99 por ciento y más de la población venezolana está votando en este instante en todos los centros del país".

## Resultados oficiales
La presidenta del Consejo Nacional Electoral Tibisay Lucena anunció el mismo día de la elección que unos 8 089 320 venezolanos habrían sufragado en el proceso electoral del domingo 30 de julio, con una participación del 41,53% del padrón electoral de unos 19,4 millones de electores habilitados para votar. Según el CNE se habilitaron más de 24 000 mesas de votación en unos 14 500 centros electorales en todo el país. En total se escogieron 537 de los 545 diputados a la Asamblea Nacional Constituyente.

## Encuestas previas

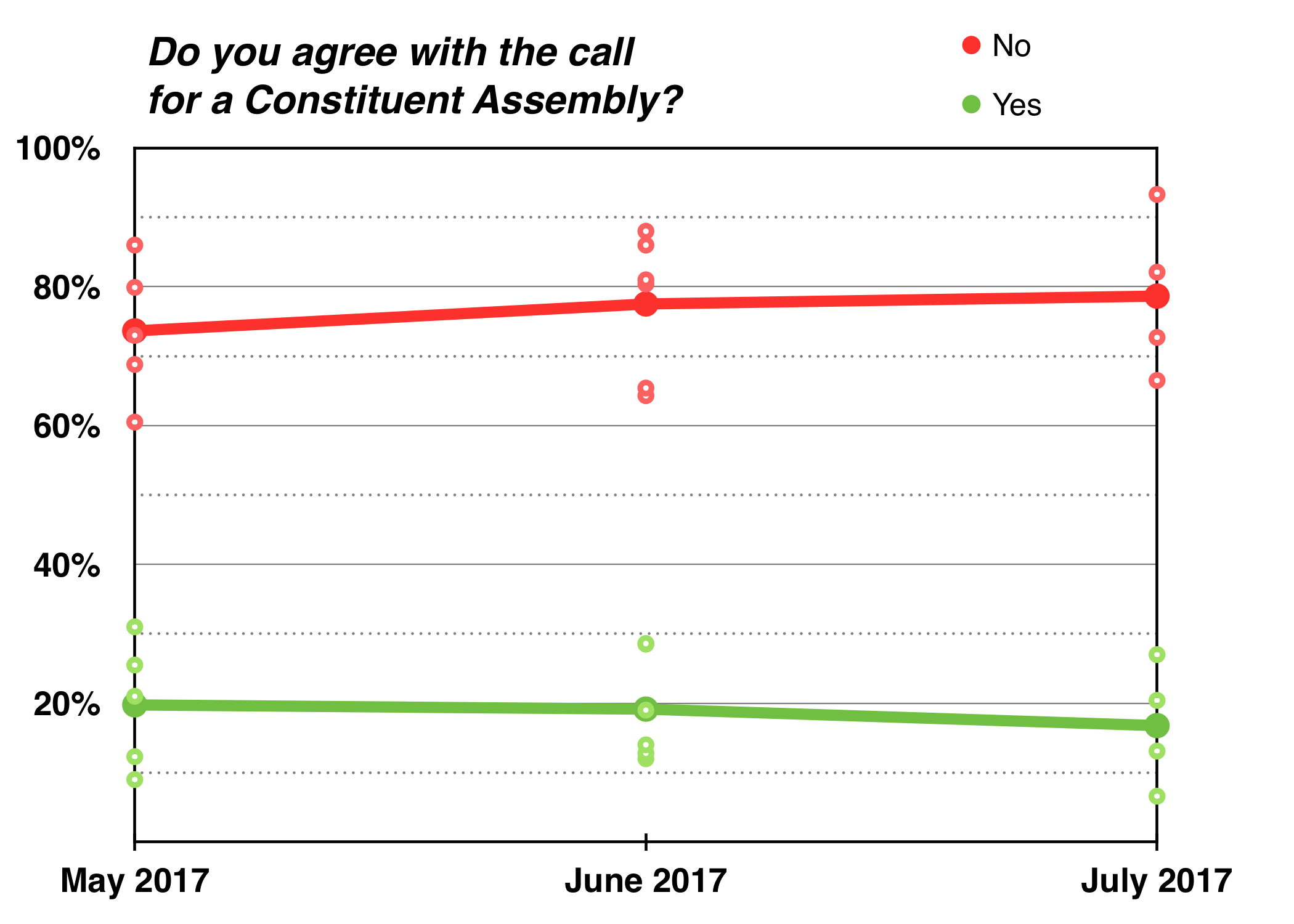
Gráfico de las encuestas de opinión.

Una encuesta realizada el 8 de mayo por Datincorp encontró que el 73 % de los venezolanos estaban en desacuerdo con la ANC, y el 79 % pensaban que vivían bajo algún tipo de dictadura (49 % dictadura absoluta, 30 % combinación entre dictadura y democracia). Según una encuesta de mayo de MORE Consulting, el 68,8 % de los venezolanos rechazaban la propuesta y el 72,9 % (con más del 20% siendo personas autodenominadas chavistas) consideraban que el gobierno era una dictadura.
Una encuesta hecha por Hercon entre el 10 y 25 de mayo encontró que el 78,1 % de las personas querían a Maduro fuera de la presidencia para final de año, el 79,9 % no estaba de acuerdo con la ANC, el 73,3 % creía que el CNE estaba a favor del partido gobernante (PSUV), y el 75,5 % pensaba que Nicolás Maduro propuso la ANC para establecer un gobierno similar al de Cuba. Según una encuesta de junio de Hinterlaces, el 54 % de las personas estaban de acuerdo con la idea de que era necesario reformar la constitución para garantizar que no se eliminaran las misiones y la educación gratuita, y el 60 % estaba en desacuerdo con que la ANC establecería un gobierno similar al de Cuba.
| Fecha(s)              | Encuestadora                                                            | Tamaño muestral | Apoyo  | Rechazo | Indeciso | Diferencia |
| --------------------- | ----------------------------------------------------------------------- | --------------- | ------ | ------- | -------- | ---------- |
| 8-19 de julio         | Datanalisis                                                             | 1000            | 20,4 % | 72,7 %  | 3,8 %    | 52,3 %     |
| 7-12 de julio         | Datanalisis                                                             | 500             | 24,7 % | 66,5 %  | 4,1 %    | 41,8 %     |
| 6-11 de julio         | Hercon Archivado el 10 de septiembre de 2020 en Wayback Machine.        | 1200            | 13,0 % | 82,5 %  | 4,4 %    | 69,5 %     |
| 30 de junio           | Pronóstico                                                              | -               | 6,6 %  | 93,3 %  | N/A      | 86,7 %     |
| 22 de junio           | Meganalisis                                                             | -               | 12,8 % | 80,4 %  | 6,7 %    | 67,6 %     |
| 22 de junio           | Datanalisis                                                             | 1000            | 23,2 % | 66,9 %  | 9,9 %    | 43,7 %     |
| 7-20 de junio         | Consultores 21                                                          | 2000            | 12 %   | 88%     | N/A      | 76 %       |
| 10 de junio           | Ceca                                                                    | 1579            | 19 %   | 81 %    | N/A      | 62 %       |
| 7-9 de junio          | Pronóstico                                                              | 800             | 14 %   | 86 %    | N/A      | 72 %       |
| 29 de mayo–4 de junio | Datanalisis                                                             | 320             | 27 %   | 69,1 %  | 2,2 %    | 42,1 %     |
| 10–25 de mayo         | Hercon Archivado el 10 de septiembre de 2020 en Wayback Machine.        | 1200            | 12,3 % | 79,9 %  | 7,7 %    | 67,6 %     |
| 10-24 de mayo         | Hinterlaces                                                             | 1580            | 54 %   | 46%     | N/A      | 8 %        |
| 10–17 de mayo         | UCV Archivado el 10 de septiembre de 2020 en Wayback Machine.           | 1200            | 9 %    | 86 %    | 5 %      | 77 %       |
| 8 de mayo             | Datincorp Archivado el 10 de septiembre de 2020 en Wayback Machine.     | 1199            | 21 %   | 73 %    | 5 %      | 52 %       |
| 8 de mayo             | ICS                                                                     | 1300            | 54,2 % | 31,2 %  | 14,6 %   | 23 %       |
| 5 de mayo             | MORE Consulting Archivado el 2 de noviembre de 2018 en Wayback Machine. | 1000            | 25,5 % | 68,8 %  | 5 %      | 43,3 %     |
| Mayo                  | Datanalisis                                                             | -               | 31,0 % | 60,5 %  | 2,9 %    | 29,5 %     |

## Controversias y denuncias

### Uso sin autorización del temaDespacito
El domingo 23 de julio de 2017, Nicolás Maduro durante su programa Domingos con Maduro, transmitió una versión alterada del tema musical Despacito como propaganda política para llamar a votar en los comicios que se efectuarían el 30 de julio, para elegir a los integrantes de la Constituyente que él promovió. Los autores del tema, Luis Fonsi, Daddy Yankee y Erika Ender, manifestaron su enérgico rechazo a las acciones de Maduro, arguyendo que ellos nunca fueron consultados por el gobierno y mucho menos habían dado su aprobación para que su tema fuera utilizado para fines políticos, por lo que calificaron el hecho como una apropiación ilegal del tema. Pese a que los autores manifestaron su rechazo de que su tema fuese utilizado como propaganda política, el mandatario venezolano siguió utilizando la canción.

### Cifra de votantes
La noche del 30 de julio, en su primer boletín el Consejo Nacional Electoral anunció que 8 089 320 venezolanos participaron en la elección de los integrantes de la Asamblea Nacional Constituyente. Para el momento, esta cifra no incluía los participantes de la elección de constituyentes indígenas a realizarse el primero de agosto de 2017. Al mismo tiempo, cabe destacar que cerca de 94% de las mesas previstas para ser abiertas en esta elección funcionaron durante el proceso.
Sin embargo, uno de los rectores del CNE, Luis Emilio Rondón, informó que no reconocerá la validez de los resultados de la elección ya que a su juicio no puede confiar en cifras «burdas de un proceso que no contó con los controles que se han incluido en los demás comicios». Exhortó al ente electoral a publicar «no solo el resultado final de participación y el nombre de quienes resultaron adjudicados como ganadores, sino que deben presentar las actas de escrutinio con el total de votos por cada mesa y los votos obtenidos de cada candidato», ya que en vista de que el CNE no ha presentado lo anteriormente expuesto expresó que «no puedo tener confianza en cifra alguna que haya surgido de un proceso que no contó con todos los controles que se han dado a lo largo de estos años para generar confianza en los comicios que se llevan a cabo en Venezuela» y por ello, calificó de «muy grave» los resultados, ya que «vulnera nuestros controles electorales y crean precedentes que no deben ser repetidos en otro proceso electoral venezolano».
Según la Mesa de la Unidad Democrática, que agrupa a los partidos de la oposición la participación en las elecciones a la ANC fue de 2 483 073, dando un total aproximado del 12% del padrón electoral, con lo cual la agrupación opositora catalogó a las elecciones como un «fraude electoral». Según Julio Borges presidente de la Asamblea Nacional habrían participado unos 3 millones de venezolanos. Resultados de sondeo a boca de urna de organizaciones como Ratio-Ucab, Delphos y Torino Capital difieren de los resultados del Consejo Nacional Electoral; dichas organizaciones afirman que durante este evento solo hubo una participación de 2 200 000, 3 100 000 y 3 600 000 votantes respectivamente . Alegando acceso a documentos internos del CNE la agencia de noticias Reuters reportaba 3 720 465 votos a las 5:30 pm. Según el presidente de la empresa Smartmatic, al menos un millón de votos fueron manipulados durante la elección. Andrés Izarra, exministro de Hugo Chávez, declaró que el CNE manipuló las cifras de las elecciones.

### Denuncias de presión para votar
A principios de julio de 2017, Nicolás Maduro dijo en cadena nacional que los trabajadores públicos debían "votar todos sin ninguna excusa" en la Asamblea Nacional Constituyente, por lo cual indicó que se debía tomar las nóminas de las instituciones públicas y empresas del Estado y llamar a los empleados para que asistieran a la jornada electoral. Según denuncias de la oposición política y de la ONG PROVEA, a raíz de la solicitud de Maduro, en las instituciones del Estado se habría ejercido presión para que cada empleado llevara 15 personas más a votar, y que los empleados habían recibido llamadas telefónicas presionandolos a votar. Incluso, Luisa Ortega Díaz quien tenía la titularidad del Ministerio Público entonces, denunció que los jueces en el interior del país habrían sido obligados por el Tribunal Supremo de Justicia a participar en el proceso electoral. Al respecto la Organización de las Naciones Unidas (ONU) emitió un comunicado donde manifestó que «nadie debería estar obligado a votar y quienes deciden participar en esta elección deberían poder hacerlo en total libertad».
Las presuntas amenazas no se limitaron al ámbito laboral. El Ministerio Público habilitó oficinas en todo el territorio nacional para recibir las denuncias acerca de las medidas de coacción del Gobierno sobre la población venezolana para votar en los comicios, y afirmó haber recibido casi un centenar de denuncias de personas que habrían sido amenazadas de ser excluidas de los programas sociales del Estado si no votaban en las elecciones.
Luego de realizado el proceso electoral y de conocidas las cifras, el Gobierno presuntamente habría obligado a los empleados públicos a firmar una exposición de motivos de que no llegaron a los centros electorales por las "guarimbas" opositoras, esto con la finalidad de sumar sus votos a las cifras ya anunciadas por el CNE. Según Marcela León, sindicalista y dirigente de Alianza Sindical Independiente (ASI) «las direcciones de recursos humanos obligan al personal que no votó a manifestar su arrepentimiento o adhesión ante el Consejo Nacional Electoral para que agregue su voto a las cifras de los resultados de la constituyente».

### Denuncias de Smartmatic sobre manipulación de datos
Durante una conferencia de prensa llevada a cabo en Londres, Antonio Mugica, director de Smartmatic (empresa proveedora de las máquinas de votación en Venezuela), señaló que las cifras anunciadas por el CNE fueron manipuladas y que en el proceso electoral desarrollado el 30 de julio habrían participado menos votantes de los que arrojan las cifras oficiales, destacó que la diferencia estimada sería de al menos 1 millón de votos. Asimismo señaló: «Lo que puedo asegurar es que las cifras oficiales y las que arrojó el sistema no concuerdan».
Marco Ruiz, secretario general del Sindicato Nacional de Trabajadores de la Prensa, indicó que 20 gerentes de la empresa Smartmatic se fueron del país por seguridad el 2 de agosto. La salida de los gerentes ocurrió antes de que la empresa denunciara que hubo manipulación de datos en los comicios del 30 de julio. Según palabras de Antonio Mugica, «pensamos que a las autoridades no les iba a gustar lo que teníamos para decir».
Tibisay Lucena, Presidenta del CNE, declaró a la prensa local que «estas declaraciones (de Mugica) fueron emitidas en un contexto de agresión permanente, iniciado desde hace dos semanas contra el Poder Electoral venezolano, que incluye la sanción por parte del gobierno estadounidense a mi persona por el único motivo de organizar una elección universal, directa y secreta, donde estaban habilitados para votar todos los venezolanos y venezolanas inscritas en el Registro Electoral». «Esta acción del gobierno estadounidense afectó también a otros proveedores que prestan servicios a nuestra institución, y de los que ya tenemos conocimiento que le han sido bloqueadas sus cuentas en el exterior».

## Reconocimiento internacional

### Reconocimiento al resultado electoral

Reconocimiento internacional al resultado electoral para 2017.

Entre los países que reconocen los resultados emitidos por el CNE se encuentran Cuba, El Salvador, Bolivia, Nicaragua, Ecuador, Rusia, Siria e Irán.

### Desconocimiento al resultado electoral
Entre los países que no reconocen los resultados emitidos por el CNE están Argentina, Brasil, Canadá, Chile, Colombia, Costa Rica, Estados Unidos, Guatemala,  Honduras, Islandia, Israel, Japón, Marruecos, México, Panamá, Paraguay, Perú, Suiza y los 28 países que conforman la Unión Europea (Alemania, Austria, Bélgica, Bulgaria, Chipre, Croacia, Dinamarca, Eslovaquia, Eslovenia, España, Estonia, Finlandia, Francia, Grecia, Hungría, Irlanda, Italia, Letonia, Lituania, Luxemburgo, Malta, Países Bajos, Polonia, Portugal, Reino Unido, República Checa, Rumania y Suecia) anunciaron que no reconocen los resultados. Por otro lado Uruguay pidió no instalarla hasta luego de un diálogo "sincero", ya que a su juicio podría "deteriorar la democracia".[cita requerida]